# Patrick Syme
Patrick Syme (* 17. September 1774 in Edinburgh; † 25. Juli 1845 in Dollar, Clackmannanshire) war ein schottischer Pflanzenmaler.

## Leben und Wirken
Patrick Syme übernahm 1803 nach dem Tod eines älteren Bruder dessen Position eines Zeichenlehrer in Edinburgh. Von 1808 an stellte er in der Society of Arts aus. Am 8. November 1822 heiratete Eliza Boswell, die Tochter von Claude Boswell, dem späteren Lord Balmuto. Ihr Sohn war der Botaniker John Thomas Irvine Boswell Syme (1822–1888). 
Auf Empfehlung von Sir William Jardine (1800–1874), den er unterrichtet hatte, lehrte er von 1740 bis 1745 an der Dollar Academy in Dollar (Clackmannanshire).
Einige seiner Bilder befinden sich in der Scottish National Gallery.

## Schriften
- Practical Directions for Learning Flower-Drawing. A Series of Progressive Lessons. William Blackwood, Edinburgh 1810
- Werner's Nomenclature of Colours: With Additions, Arranged So as to Render it Highly Useful to the Arts and Sciences. Annexed to which are Examples Selected from Well-known Objects in the Animal, Vegetable, and Mineral Kingdoms. W. Blackwood, 1814 (Übersetzung); online
- A treatise on British song-birds. Including observations of their natural habits, manner of incubation, &c. with remarks on the treatment of the young and management of the old birds in a domestic state. John Anderson, Edinburgh 1823 – Zeichnungen von R. Scott